# خافيير لوبيز مونيوث
خافيير لوبيز مونيوث (بالإسبانية: Javier López Muñoz)‏ (16 أكتوبر 1990 في إسبانيا - ) هو لاعب كرة قدم إسباني في مركز الهجوم. لعب مع إيسيخا بالومبيي ونادي قرطبة ونادي ألميريا ب وCD Pozoblanco ‏ وCórdoba CF B ‏ وSanta Teresa CD ‏ وريال آبلة ‏ وUD Marinaleda ‏.

## وصلات خارجية
- خافيير لوبيز مونيوث على موقع قاعدة بيانات كرة القدم.إي يو (الإنجليزية)
- خافيير لوبيز مونيوث على موقع قاعدة بيانات كرة القدم.إي يو (الإنجليزية)
- خافيير لوبيز مونيوث على موقع Soccerway.com (الإنجليزية)